# 川端崇文
川端 崇文（かわばた たかふみ、1983年8月2日 - ）は日本の音楽プロデューサー・実業家・作詞家・作曲家である。
洗足学園音楽大学音楽学部声楽専攻卒業。シンガーソングライターとしてデビュー。アーティスト活動中に製作、マネージメント、経営に触れ音楽プロダクションのスタッフに転向。様々なプロダクションやレコード会社のマネージャー、ディレクターとして経験を重ね独立。現在はSeven Colors Inc.代表取締役。

## 人物
3歳よりピアノを始める。
14歳よりボーカルとしてバンド活動を開始。楽曲コピーはほとんど行わずオリジナル曲を中心に活動。当時より自身で作詞、作曲、編曲しギター、ベース、ドラム、シンセサイザーなどオールマイティに楽器を演奏していた。
16歳よりシンガーソングライターとして活動。後にCDデビューしプロモーションやライブ活動などを精力的に行う。
洗足学園音楽大学に進学後は声楽を専攻しクラシックを学ぶ。大学在学中より音楽プロダクションに勤務。スタッフとして様々なアーティストのマネージメントを担当。
幾つかの会社を経て独立。
2006年4月に音楽製作、レーベル、アーティストマネージメントを中心としたエンタテイメント会社を自身が代表として設立。音楽プロデューサーとして様々なアーティストのデビューに携わる。
ボイストレーナーとしても全国で活動中。
現在はSeven Colors Inc.代表として音楽に留まらずエンターテイメント業界を中心に活動している。

## プロデュース
シングル
- WALK / 好きなのに（2010年）　若狭香奈依

アルバム
- First Session（2011年）　LiZZ RYZ
- Sweet Heart（2013年）　LiZZ RYZ